# Marek Skowroński
Marek Stanisław Skowroński (ur. 1972) – polski samorządowiec, w latach 2002–2010 burmistrz Konstancina-Jeziorny.

## Życiorys
Ukończył studia w Szkole Głównej Handlowej. Pracował w centrali Banku Pekao (1997–1998), następnie pełnił obowiązki wiceburmistrza gminy Konstancin-Jeziorna (1998–2000), a w 2002 został wybrany jej burmistrzem. W 2006 uzyskał reelekcję na drugą kadencję.